# Il vestito da sposa
Il vestito da sposa è un film drammatico del 2003 diretto da Fiorella Infascelli, presentato al Festival di Locarno.

## Trama
Andrea e Stella sono due fidanzati che stanno per convolare a nozze. Ma un evento drammatico sconvolge i loro sogni: una sera, in aperta campagna, Stella è violentata da un gruppo di cacciatori dal volto celato con passamontagna. Dopo questa drammatica esperienza, Stella passa giorni e giorni chiusa in casa, accanto ad Andrea col quale tuttavia non riesce a parlare, e che per questo accusa di non essere presente. Andrea allora accetta un'offerta di lavoro all'estero e decide con la madre di Stella di rinviare il matrimonio. Stella, quando lo scopre, s'infuria per non essere stata consultata, ma poi inizia a chiedersi se fosse davvero pronta al matrimonio. 
La ragazza abbandona l'università e inizia a lavorare in una pasticceria; qui incontra di nuovo Franco, il proprietario della boutique in cui aveva scelto il vestito da sposa. Franco si comporta in modo galante e premuroso e Stella accetta il corteggiamento, ignara del fatto che faceva parte del gruppo dei suoi stupratori. Quando i suoi compagni di caccia vorrebbero cimentarsi in altre bravate, Franco cerca di dissuaderli e di allentare i legami con loro.
Andrea, tornato al paese, incontra di nuovo Stella: vorrebbe riprendere il rapporto con la fidanzata e suggerisce di denunciare l'accaduto, ma la giovane gli dice che ormai non è più tempo per entrambe le cose. Si reca invece alla boutique di Franco per pagare il vestito, alla cifra simbolica di 10 euro, e lo modifica per farne un abito da giorno, tingendolo d'arancione.
In occasione di una gita al mare, Franco legge su un quotidiano dell'arresto dei suoi complici. Mentre si è allontanato per qualche minuto, Stella per caso apre il bagagliaio dell'auto di lui e riconosce alcuni dei capi di vestiario che aveva uno dei suoi stupratori, ancora impregnati dell'odore di selvatico. Franco, accortosi dell'accaduto, attraversa la strada per andare da Stella ma viene investito da un pullman, rimanendo ucciso. A quel punto Stella esplode in un pianto dirotto.